# Trzaski, Hạt Gryfino
Trzaski [ˈtʂaski] là một khu định cư ở khu hành chính của Gmina Banie, thuộc hạt Gryfino, West Pomeranian Voivodeship, ở phía tây bắc Ba Lan. Nó nằm khoảng 6 kilômét (4 mi) phía tây bắc Banie, 16 km (10 mi) về phía đông nam Gryfino và 31 km (19 mi) phía nam thủ đô khu vực Szczecin.
Trước năm 1945, khu vực này là một phần của Đức. Đối với lịch sử của khu vực, xem Lịch sử của Pomerania.